# Universitat de Pristina
La Universitat de Pristina (en albanès Universiteti i Prishtinës i en serbi Univerzitet o Prištini) és una institució pública d'educació superior situada originalment a Pristina, Kosovo. Va ser fundada el 1969, i disposa de 14 facultats ubicades a Pristina i tres sucursals a d'altres ciutats de Kosovo. El seu emblema és una traducció del seu nom al llatí, Universitas Studiorum Prishtiniensis.
Va ser fundada a la Província Autònoma Socialista de Kosovo, en el marc de la República Socialista de Sèrbia, integrada a la Iugoslàvia socialista,durant el curs acadèmic 1969-1970, i va funcionar fins al 1999. No obstant això, a causa de l'agitació política i la crisi generada durant la Guerra de Kosovo, successius desallotjaments mutus entre les ètnies albanesa i sèrbia, i la polarització de la base ètnica predominant, existeixen dues institucions independents que ostenten el nom original de la universitat, reflectint cadascuna d'elles la idiosincràsia de la seva identitat ètnica. L'activitat en albanès continua en la seva ubicació original a Pristina, mentre que la formació en serbi s'ha traslladat a Mitrovica Nord, a Kosovo del Nord, on manté el seu lloc dins del sistema educatiu serbi.